# Welschenrohr
Welschenrohr (fr : Rosières) est une ancienne commune et une localité de la commune de Welschenrohr-Gänsbrunnen, située dans le district soleurois de Thal, en Suisse.
Le 1er janvier 2021, la commune a fusionnée avec Gänsbrunnen pour former la commune de Welschenrohr-Gänsbrunnen.

Vue aérienne (1962)